# Yffiniac
Yffiniac [ifiɲak] (Finya en gallo, Ilfinieg comme proposition en breton) est une commune française située près de Saint-Brieuc dans le département des Côtes-d'Armor en région Bretagne.

## Géographie
Ville de 4 484 habitants s'étirant sur un territoire de 1 756 hectares, Yffiniac se situe sur la route nationale 12, à 7 km au sud-est de Saint-Brieuc ainsi que sur l'axe ferroviaire Paris-Brest. Elle fait partie des 14 communes de Saint-Brieuc Armor Agglomération.
L'anse d’Yffiniac forme le rivage sud de la baie de Saint-Brieuc.

### Communes limitrophes
| Langueux |          | Hillion  |
| Trégueux | Yffiniac | Pommeret |
| Plédran  | Plédran  | Quessoy  |

### Hydrographie
Pour un article plus général, voir Réseau hydrographique des Côtes-d'Armor.
La commune est située dans le bassin Loire-Bretagne. Elle est drainée par la Touche, le Cré, l'Urne et le Moulin de l'Hôpital,,.
La Tuche, d'une longueur de 11 km, prend sa source dans la commune de Plédran et se jette  dans la baie de Saint-Brieuc en limite d'Hillion et d'Yffiniac.
Le Cré, d'une longueur de 11 km, prend sa source dans la commune de Quessoy et se jette  dans la baie de Saint-Brieuc à Hillion, après avoir traversé quatre communes.
L'Urne, d'une longueur de 21 km, prend sa source dans la commune de Plaintel et se jette  dans la baie de Saint-Brieuc au niveau de la commune de Langueux, après avoir traversé sept communes. Les caractéristiques hydrologiques de l'Urne sont données par la station hydrologique située sur la commune de Plédran. Le débit moyen mensuel est de 0,41 m3/s. Le débit moyen journalier maximum est de 5,62 m3/s, atteint lors de la crue du 5 janvier 2001. Le débit instantané maximal est quant à lui de 6,59 m3/s, atteint le 27 décembre 1999.

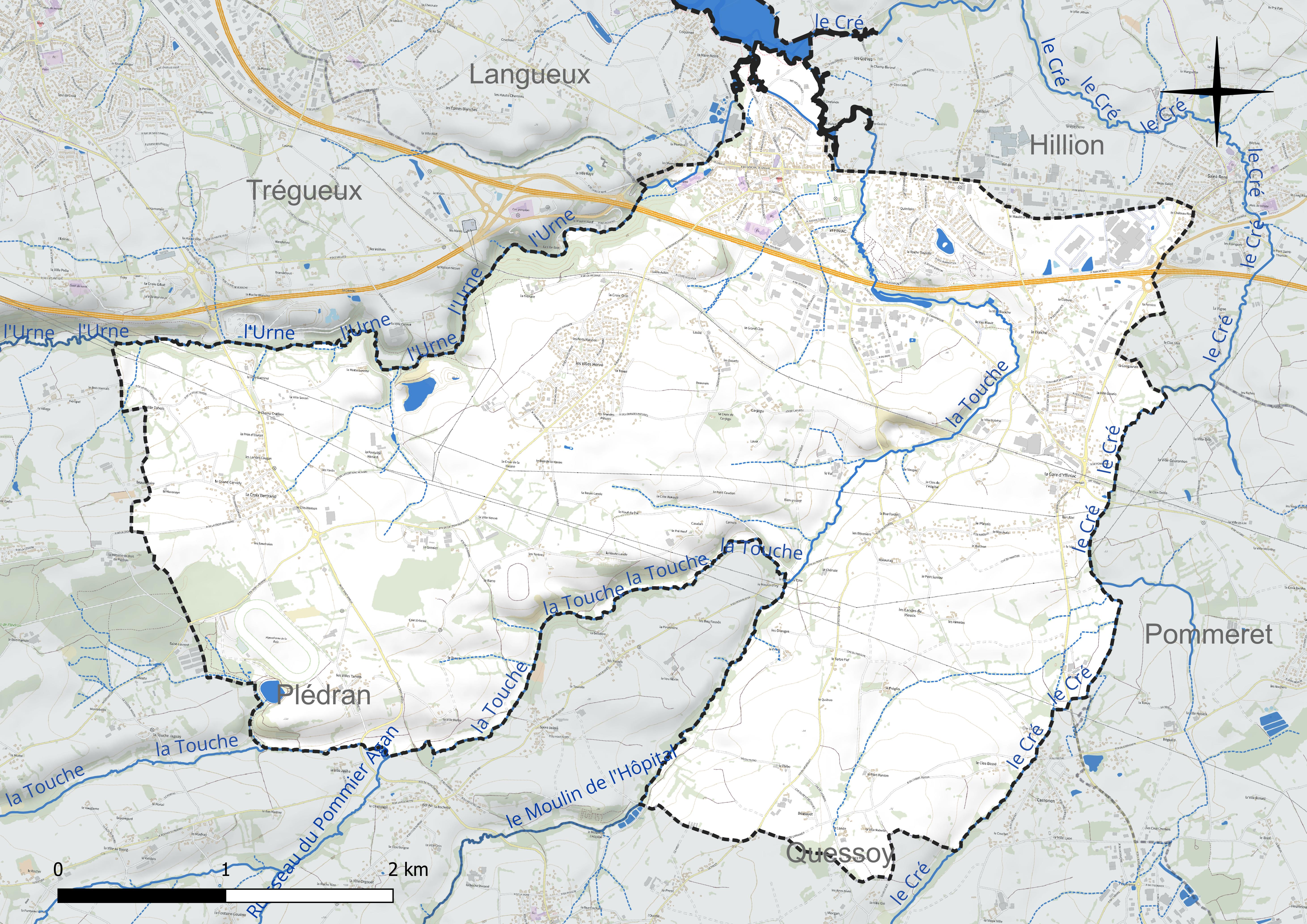
Réseau hydrographique d'Yffiniac.

### Climat
Pour des articles plus généraux, voir Climat de la Bretagne et Climat des Côtes-d'Armor.
En 2010, le climat de la commune est de type climat méditerranéen altéré, selon une étude du CNRS s'appuyant sur une série de données couvrant la période 1971-2000. En 2020, Météo-France publie une typologie des climats de la France métropolitaine dans laquelle la commune est exposée à un climat océanique et est dans la région climatique Finistère nord, caractérisée par une pluviométrie élevée, des températures douces en hiver (6 °C), fraîches en été et des vents forts. Parallèlement l'observatoire de l'environnement en Bretagne publie en 2020 un zonage climatique de la région Bretagne, s'appuyant sur des données de Météo-France de 2009. La commune est, selon ce zonage, dans la zone « Intérieur », exposée à un climat médian, à dominante océanique.
Pour la période 1971-2000, la température annuelle moyenne est de 11,4 °C, avec une amplitude thermique annuelle de 10,7 °C. Le cumul annuel moyen de précipitations est de 650 mm, avec 11,5 jours de précipitations en janvier et 5,8 jours en juillet. Pour la période 1991-2020, la température moyenne annuelle observée sur la station météorologique la plus proche, située sur la commune de Trémuson à 13 km à vol d'oiseau, est de 11,4 °C et le cumul annuel moyen de précipitations est de 757,3 mm,. Pour l'avenir, les paramètres climatiques de la commune estimés pour 2050 selon différents scénarios d’émission de gaz à effet de serre sont consultables sur un site dédié publié par Météo-France en novembre 2022.

### Anse d'Yffiniac

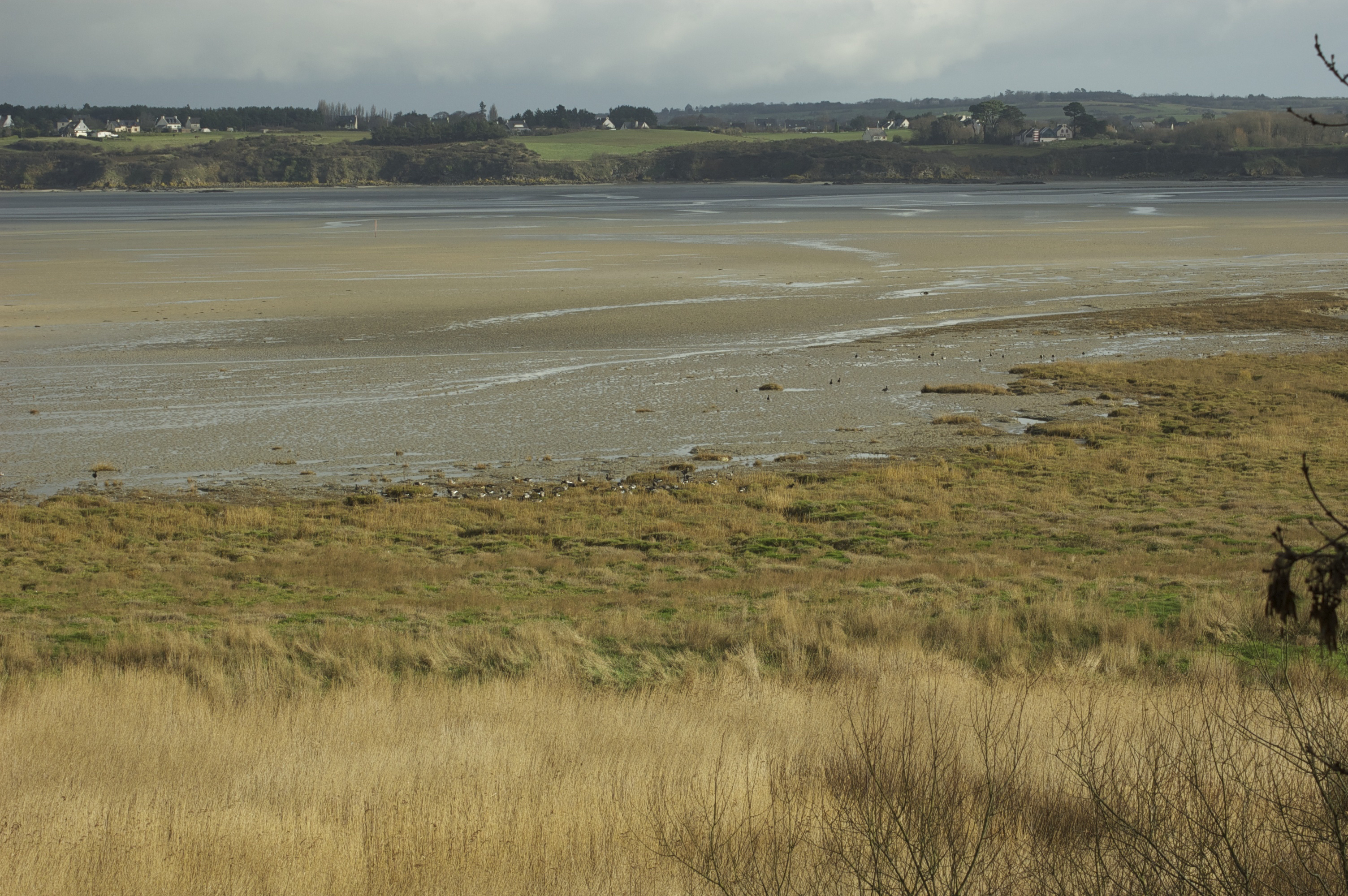
L'anse d'Yffiniac possède une grande richesse de biodiversité.

La commune d'Yffiniac est située au fond de l'anse qui porte son nom, localisée au sud-est de la baie de Saint-Brieuc. De nombreuses activités humaines se sont succédé en fond de cette baie : activité vivrière et projets de poldérisation qui ont suscité de nombreuses opposants qui mentionnent leur impact sur l'activité vivrière ou sur les services rendus par la nature
L'anse d'Yffiniac abrite une biodiversité remarquable. Site d'hivernage et de halte migratoire d'intérêt international pour de nombreux oiseaux migrateurs (Huîtrier pie, Bécasseau maubèche, Barge rousse…) ou qui transitent par la baie durant les périodes pré et post-nuptiales (busard, balbuzard, 10 à 13 000 anatidés et limicoles tels que les échasses, spatules, chevaliers, courlis corlieu…). L'anse comprend 19 associations végétales présentant une quarantaine d'espèces, 18 espèces de poissons, des centaines d'espèces d'algues et des milliers d'espèces d'invertébrés marins et terrestres (24 espèces d'araignées, 6 espèces de syrphides, 245 espèces de diptères dolichopodides).
Il existe également des gisements de kaolin.

## Urbanisme

### Typologie
Au 1er janvier 2024, Yffiniac est catégorisée ceinture urbaine, selon la nouvelle grille communale de densité à sept niveaux définie par l'Insee en 2022.
Elle appartient à l'unité urbaine de Saint-Brieuc, une agglomération intra-départementale regroupant neuf communes, dont elle est une commune de la banlieue,,. Par ailleurs la commune fait partie de l'aire d'attraction de Saint-Brieuc, dont elle est une commune de la couronne,. Cette aire, qui regroupe 51 communes, est catégorisée dans les aires de 200 000 à moins de 700 000 habitants,.
La commune, bordée par la Manche, est également une commune littorale au sens de la loi du 3 janvier 1986, dite loi littoral. Des dispositions spécifiques d’urbanisme s’y appliquent dès lors afin de préserver les espaces naturels, les sites, les paysages et l’équilibre écologique du littoral, tel le principe d'inconstructibilité, en dehors des espaces urbanisés, sur la bande littorale des 100 mètres, ou plus si le plan local d’urbanisme le prévoit.

### Occupation des sols
L'occupation des sols de la commune, telle qu'elle ressort de la base de données européenne d’occupation biophysique des sols Corine Land Cover (CLC), est marquée par l'importance des territoires agricoles (75,5 % en 2018), en diminution par rapport à 1990 (84,7 %). La répartition détaillée en 2018 est la suivante :
terres arables (46,3 %), zones agricoles hétérogènes (27,6 %), zones urbanisées (13,5 %), zones industrielles ou commerciales et réseaux de communication (6,4 %), forêts (2,5 %), espaces verts artificialisés, non agricoles (2,2 %), prairies (1,6 %). L'évolution de l’occupation des sols de la commune et de ses infrastructures peut être observée sur les différentes représentations cartographiques du territoire : la carte de Cassini (XVIIIe siècle), la carte d'état-major (1820-1866) et les cartes ou photos aériennes de l'IGN pour la période actuelle (1950 à aujourd'hui).

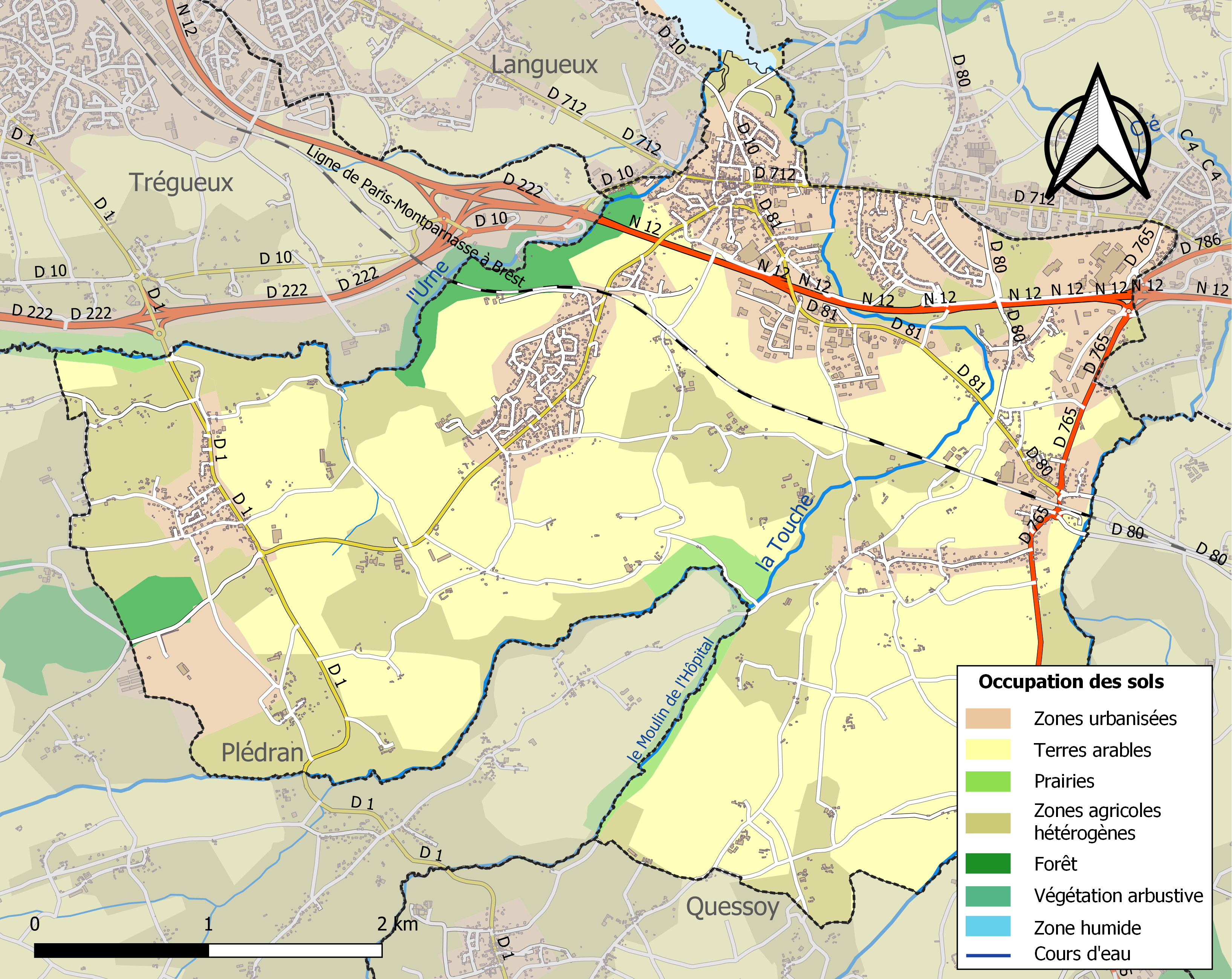
Carte des infrastructures et de l'occupation des sols de la commune en 2018 (CLC).
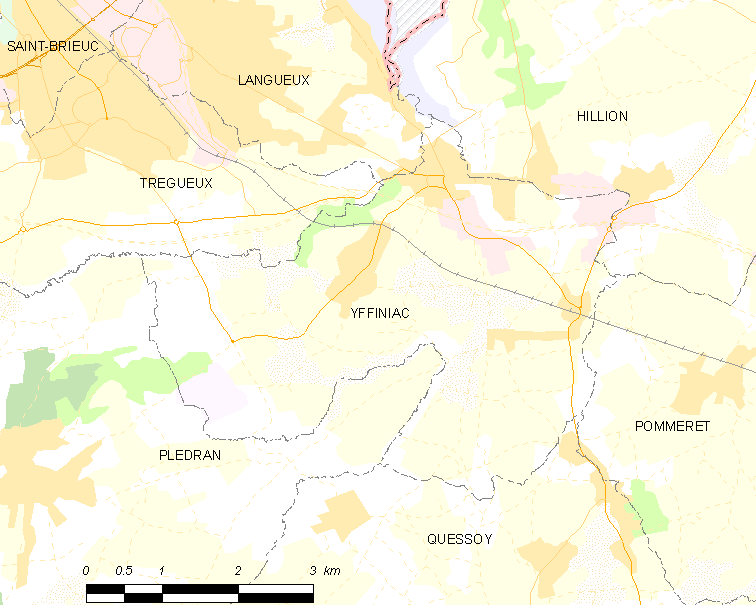
Carte de la commune

## Toponymie
Le nom de la localité est attesté sous les formes Ilfiniac en 1182, Iffiniac en 1207, Parochia d'Yffiniac en 1311 et vers 1330, Affiniac en 1320, Yffyniac en 1418, Yfiniac en 1419, Affiniac en 1423, Yffinnac en 1426, Yfiniac en 1432, Eyffiniac en 1435, Yffiniac en 1435 et en 1490, Finiac en 1480, Yfiniac en 1514, Finyac en 1536, Defynyac en 1552, Ifiniac en 1569, Issiniac en 1801, Iffiniac en 1802.
Yffiniac vient, semble-t-il, d'un Gaulois nommé Ivino ou Ivinius[réf. nécessaire].
Le nom de la localité en gallo a été retranscrite sous la forme Finya. La forme Ilfinieg, attestée depuis 1995, a été proposée comme nom breton de la localité par l'Office public de la langue bretonne.

## Histoire

### Gaule romaine
La tradition orale traduit Yffiniac par ici finit l'eau ; hic finit aquam en latin, certainement parce que la localité est implantée au fond d'une baie où se rejoignent deux cours d'eau, le Camoy et l'Urne.

### Moyen Âge

Yffiniac relève du fief de Penthièvre.

Yffiniac dépend de l'évêché de Saint-Brieuc dès 1432.

### Époque moderne
Le bourg est épargné par l'épidémie de peste qui a lieu en 1500.

### Révolution française
Yffiniac élit sa première municipalité au début de 1790 et devient le chef-lieu d'un canton jusqu'au 27 octobre 1801.

### XIXesiècle
Les habitants d'Hillion, Yffiniac et Langueux se livrent au colportage du sel qui était extrait des salines de Langueux et était réputé pour sa blancheur éclatante et son goût ; on vendait aussi les résidus, attachés aux parois des chaudières qui avaient servi à l'évaporation de l'eau de mer et qui formaient un sel de moins bonne qualité.

### XXesiècle

#### Les guerres duXXesiècle
Le monument aux morts porte les noms des 139 soldats morts pour la Patrie :
- 119 sont morts durant la Première Guerre mondiale ;
- 15 sont morts durant la Seconde Guerre mondiale ;
- 2 sont morts durant la Guerre d'Indochine ;
- 1 est mort durant la Guerre d'Algérie ;
- 1 est mort dans le cadre des Troupes Françaises d'Occupation en Allemagne ;
- 1 est mort dans un cadre non déterminé.

#### L'Entre-deux-guerres

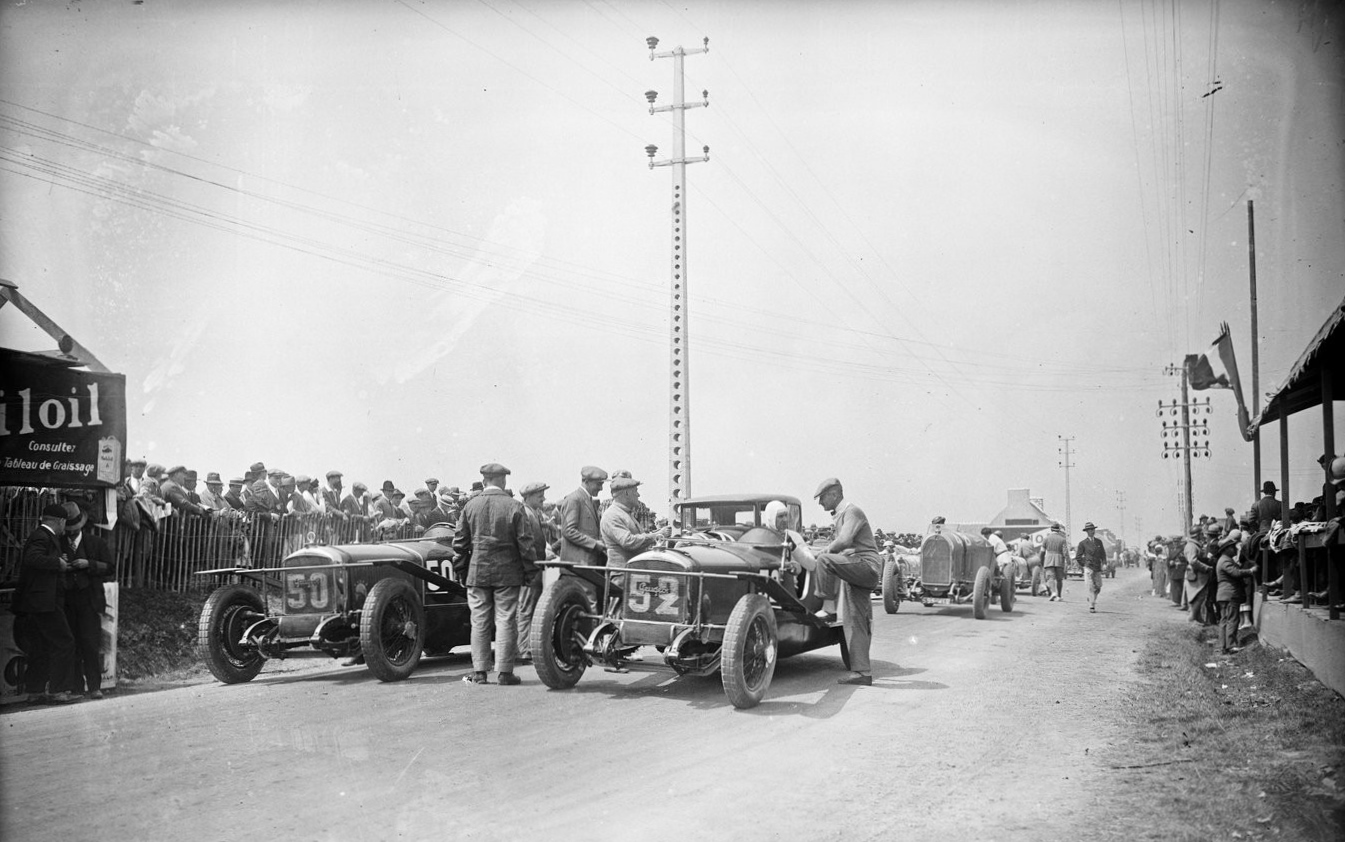
La "Coupe Florio" de 1927 : vue générale du départ de la course à Saint-Brieuc (Agence Rol).

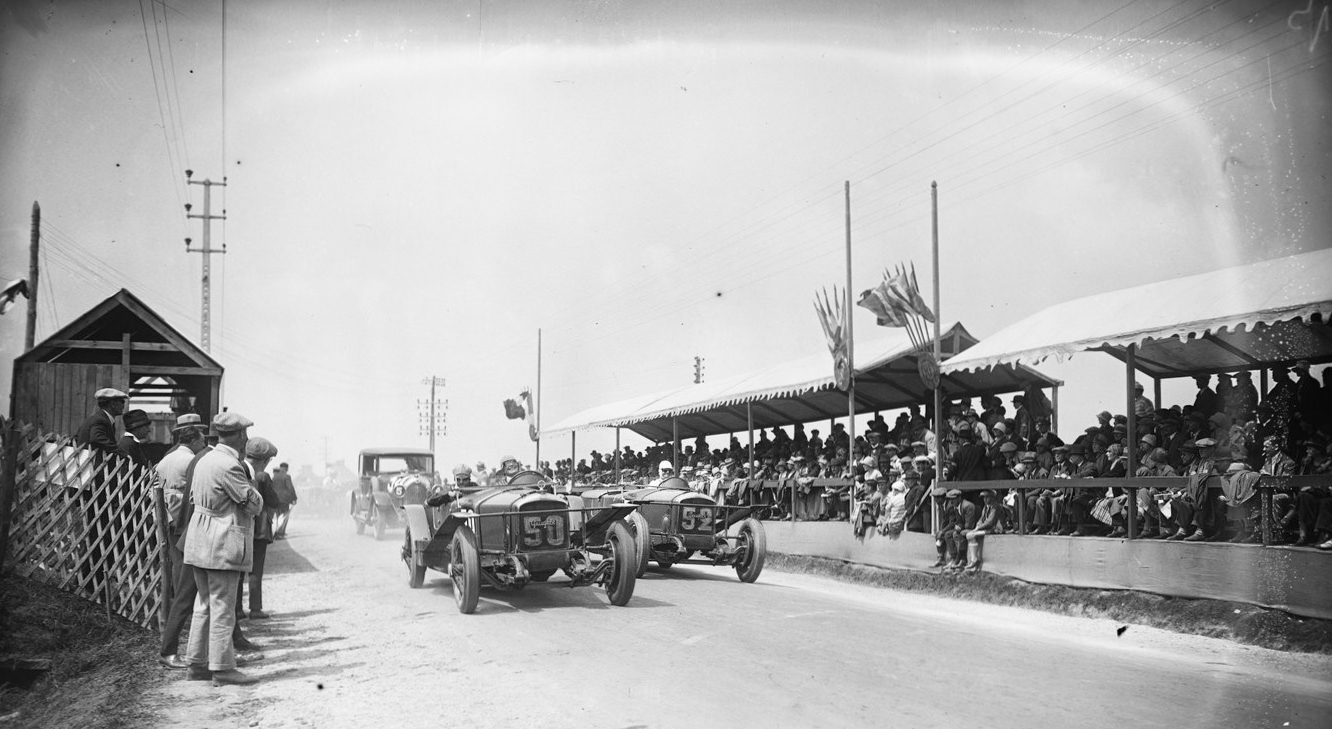
Coupe Florio 1927 : le départ de la course devant les tribunes (photographie Agence Rol).

Le 17 juillet 1927, le circuit de la Coupe Florio passe par Yffiniac.
Le circuit retenu, long de 13 km, faisait un triangle Yffiniac - La Croix Gibat - Rue de Gouedic (en Saint-Brieuc) ; une bonne partie de l'itinéraire fut macadamisée pour l'occasion. Des tribunes et gradins offrant 5 000 places furent construits pour l'événement, ainsi que plusieurs passerelles pour permettre aux spectateurs de traverser la route de la course. Celle-ci fut remportée par Robert Laly, sur une automobile Ariès à plus de 96 km/h de moyenne ; il devançait Louis Wagner, sur une Peugeot.
En 1973, l’anse d’Yffiniac est classée en réserve de chasse sur le domaine public maritime. En 1998, l'anse d’Yffiniac est classées en réserve naturelle nationale sur 1 136 ha.

### XXIesiècle
Tous les ans au début du mois de novembre, la ville organise une fête foraine appelée ''fête des chocards'' en honneur de la pâtisserie locale éponyme, une sorte de chausson à la marmelade de pomme reinette.
En 2022, l’église Saint-Aubin rouvre après deux ans de travaux.

## Héraldique
| Blason | Blasonnement : D’or au lion de gueules armé et lampassé d’azur. |

## Politique et administration

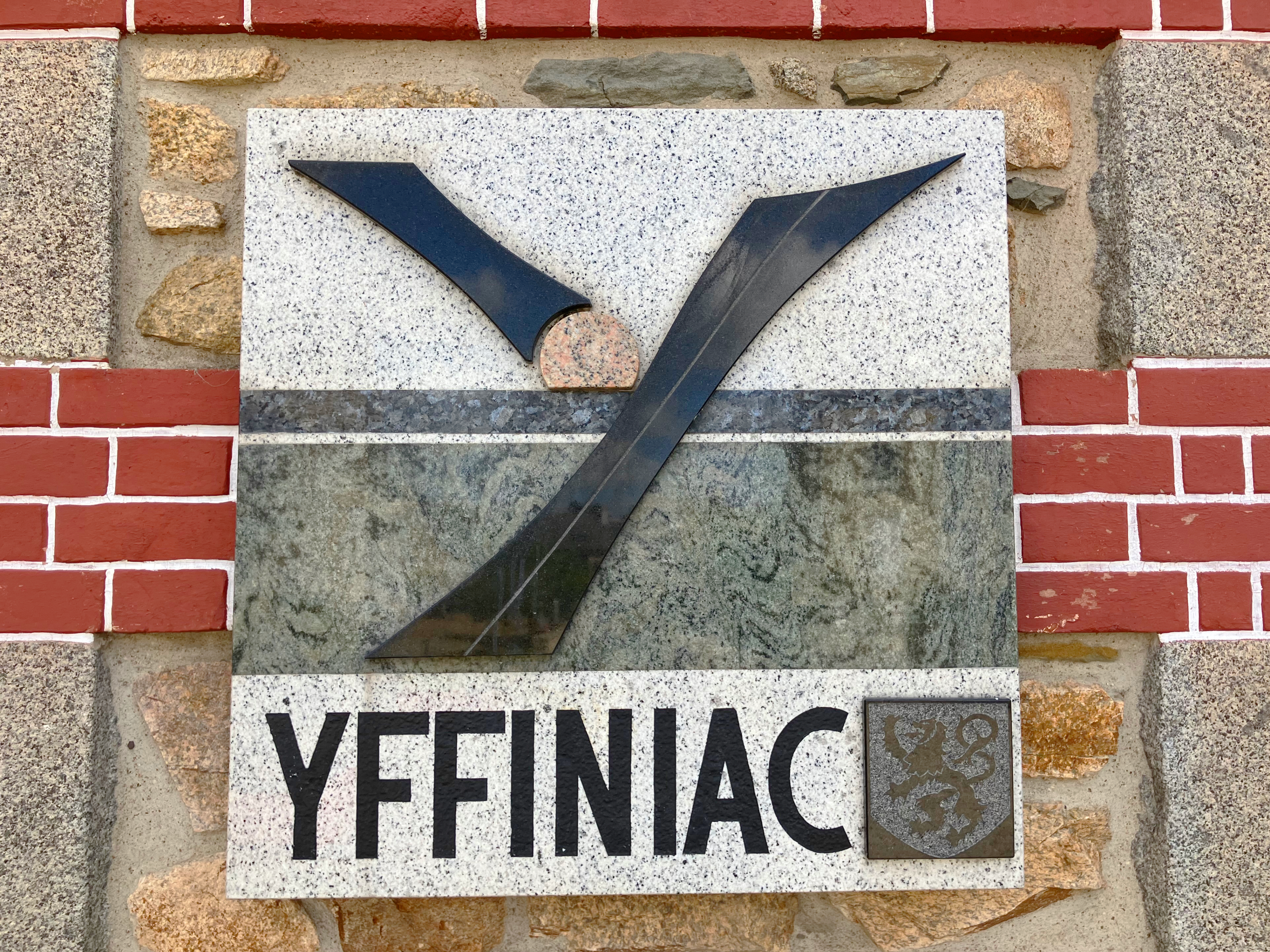
Bas-relief composé de différents types de granits polis, représentant le « Y » stylisé d’Yffiniac ainsi que le « lion rampant » du blason de la commune. Cet ensemble est fixé sur la façade de la mairie, à gauche de l’entrée principale.

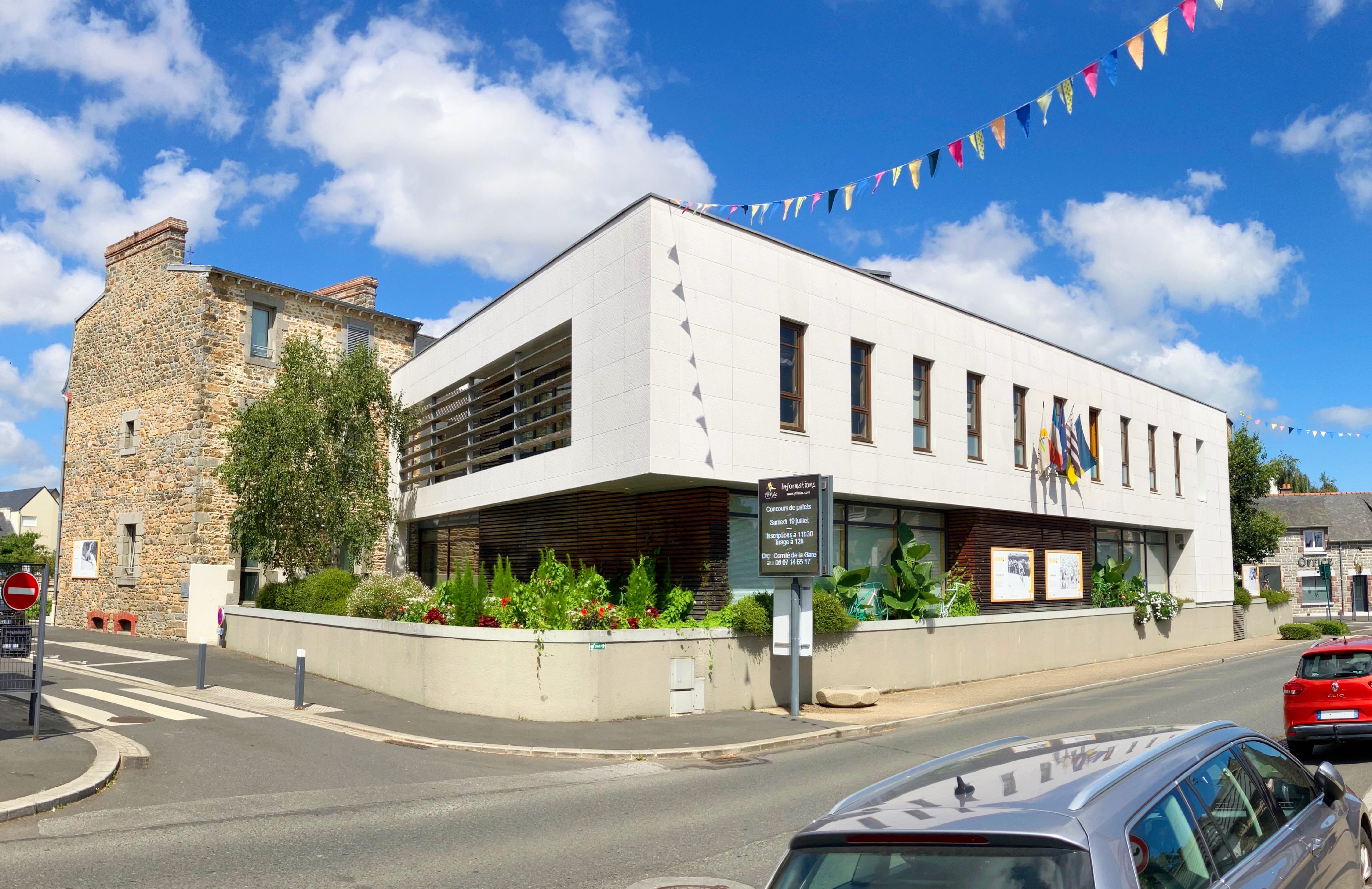
L'extension de la mairie à l'arrière du bâtiment principal.

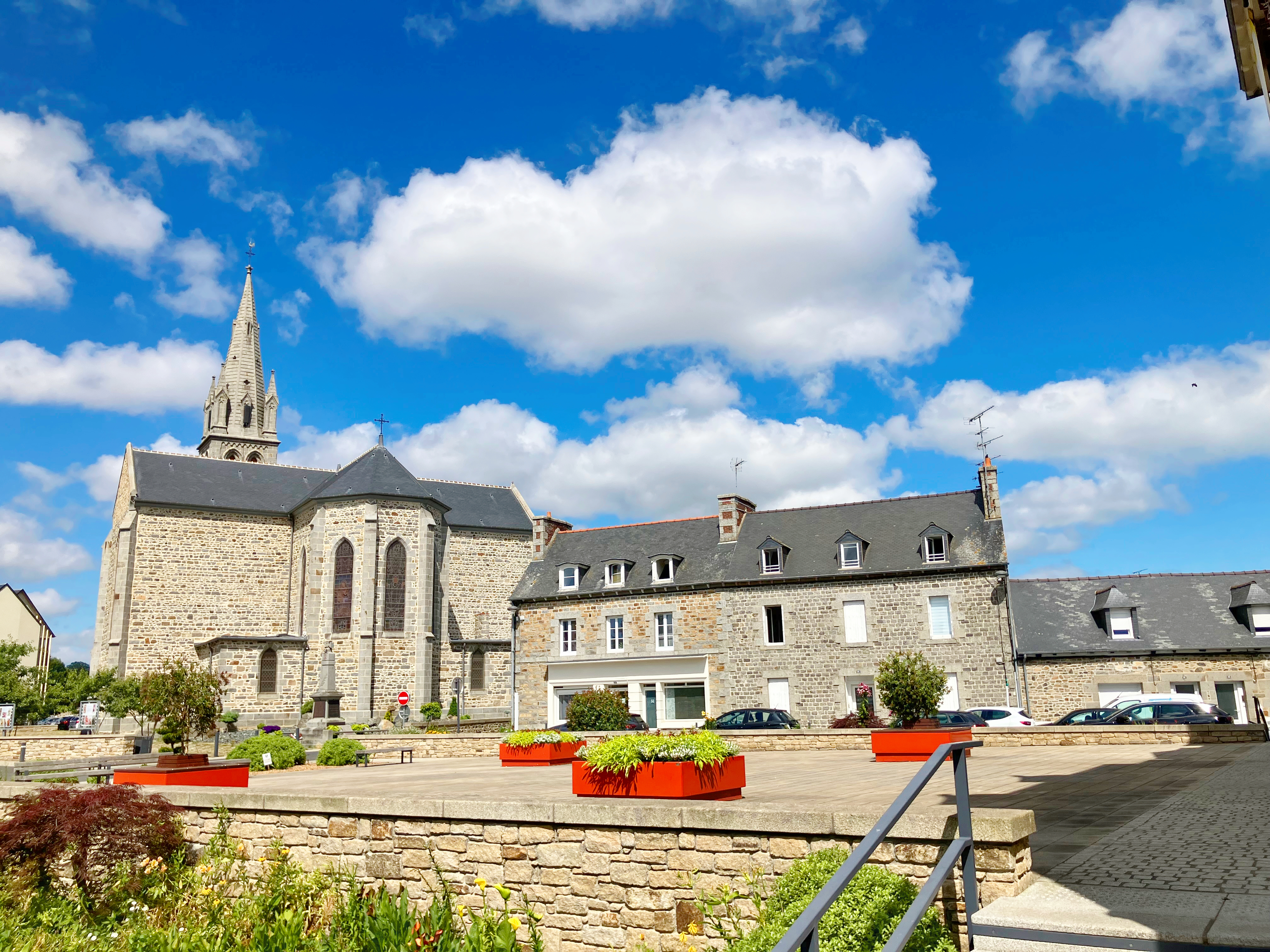
La place de la mairie, avec, en arrière-plan, le chevet de l'église Saint-Aubin.

### Liste des maires
| Période                                  | Période      | Identité                 | Étiquette    | Qualité |
| ---------------------------------------- | ------------ | ------------------------ | ------------ | --- |
| Les données manquantes sont à compléter. |              |                          |              | |
| 1800                                     | 1812 (décès) | Jacques Goinguene        |              | |
| 1814                                     | 1816         | Jean-Baptiste Alano      |              | |
| 1816                                     | 1830         | Jean Guinard             |              | |
| 1830                                     | 1833         | Jean-Baptiste Alano      |              | |
| 1833                                     | 1840         | François Henry Hinault   |              | |
| 1840                                     | 1870         | Jean-Louis Le Corguillé  |              | |
| 1870                                     | 1874         | Julien Saintilan         |              | |
| 1874                                     | 1880         | Étienne Feuillet         |              | |
| 1881                                     | 1884         | Julien Saintilan         |              | |
| 1884                                     | 1884         | Joseph Laporte           |              | |
| 1884                                     | 1888         | Joseph Botrel            |              | |
| 1888                                     | 1919         | Julien Saintilan         | Rad.soc.     | Conseiller général de Saint-Brieuc-Midi (1907 → 1919) Conseiller d'arrondissement (1907 → 1919)                                                |
| 1919                                     | mai 1935     | Julien-Étienne Saintilan | Rad.soc.     | Agriculteur Conseiller général de Saint-Brieuc-Midi (1931 → 1937)                                                                              |
| mai 1935                                 | après 1939   | François Jaffrain        |              | |
| Les données manquantes sont à compléter. |              |                          |              | |
| avant 1946                               | mars 1965    | Mathurin Auffray         |              | Commerçant, ancien adjoint au maire |
| mars 1965                                | mars 1977    | Pierre Cléret            | SFIO puis PS | |
| mars 1977                                | mars 1989    | Louis Marteil            | RPR          | Agent commercial, maire honoraire (2009) Conseiller régional de Bretagne (1988 → 1992)                                                         |
| mars 1989                                | 18 mars 2001 | Marcel Chaplain          | PS           | Dirigeant d'un cabinet de conseil, ancien DRH                                                                                                  |
| 18 mars 2001                             | 24 mai 2020  | Michel Hinault           | PS           | Agent de maintenance retraité, maire honoraire (2021) 1er vice-président de Saint-Brieuc Agglomération (2012 → 2014)                           |
| 24 mai 2020                              | En cours     | Denis Hamayon            | PS           | Directeur de structure associative Conseiller départemental de Trégueux (2021 → ) Vice-président de Saint-Brieuc Armor Agglomération (2020 → ) |

### Jumelages
- Wackersberg (Allemagne)

## Démographie
Ses habitants sont appelés les Yffiniacais.
L'évolution du nombre d'habitants est connue à travers les recensements de la population effectués dans la commune depuis 1793. Pour les communes de moins de 10 000 habitants, une enquête de recensement portant sur toute la population est réalisée tous les cinq ans, les populations de référence des années intermédiaires étant quant à elles estimées par interpolation ou extrapolation. Pour la commune, le premier recensement exhaustif entrant dans le cadre du nouveau dispositif a été réalisé en 2004.

En 2022, la commune comptait 4 980 habitants, en évolution de −0,78 % par rapport à 2016 (Côtes-d'Armor : +1,78 %, France hors Mayotte : +2,11 %).
| 1793  | 1800  | 1806  | 1821  | 1831  | 1836  | 1841  | 1846  | 1851  |
| ----- | ----- | ----- | ----- | ----- | ----- | ----- | ----- | ----- |
| 1 424 | 1 495 | 1 461 | 1 789 | 1 962 | 2 003 | 2 055 | 2 217 | 2 263 |

| 1856  | 1861  | 1866  | 1872  | 1876  | 1881  | 1886  | 1891  | 1896  |
| ----- | ----- | ----- | ----- | ----- | ----- | ----- | ----- | ----- |
| 2 231 | 2 295 | 2 285 | 2 123 | 2 196 | 2 175 | 2 084 | 2 077 | 2 134 |

| 1901  | 1906  | 1911  | 1921  | 1926  | 1931  | 1936  | 1946  | 1954  |
| ----- | ----- | ----- | ----- | ----- | ----- | ----- | ----- | ----- |
| 2 042 | 2 003 | 1 993 | 1 709 | 1 748 | 1 678 | 1 700 | 1 801 | 1 702 |

| 1962  | 1968  | 1975  | 1982  | 1990  | 1999  | 2004  | 2006  | 2009  |
| ----- | ----- | ----- | ----- | ----- | ----- | ----- | ----- | ----- |
| 1 950 | 2 252 | 2 895 | 3 185 | 3 510 | 3 842 | 4 295 | 4 484 | 4 814 |

| 2014  | 2019  | 2022  | - | - | - | - | - | - |
| ----- | ----- | ----- | - | - | - | - | - | - |
| 4 973 | 4 990 | 4 980 | - | - | - | - | - | - |

## Économie

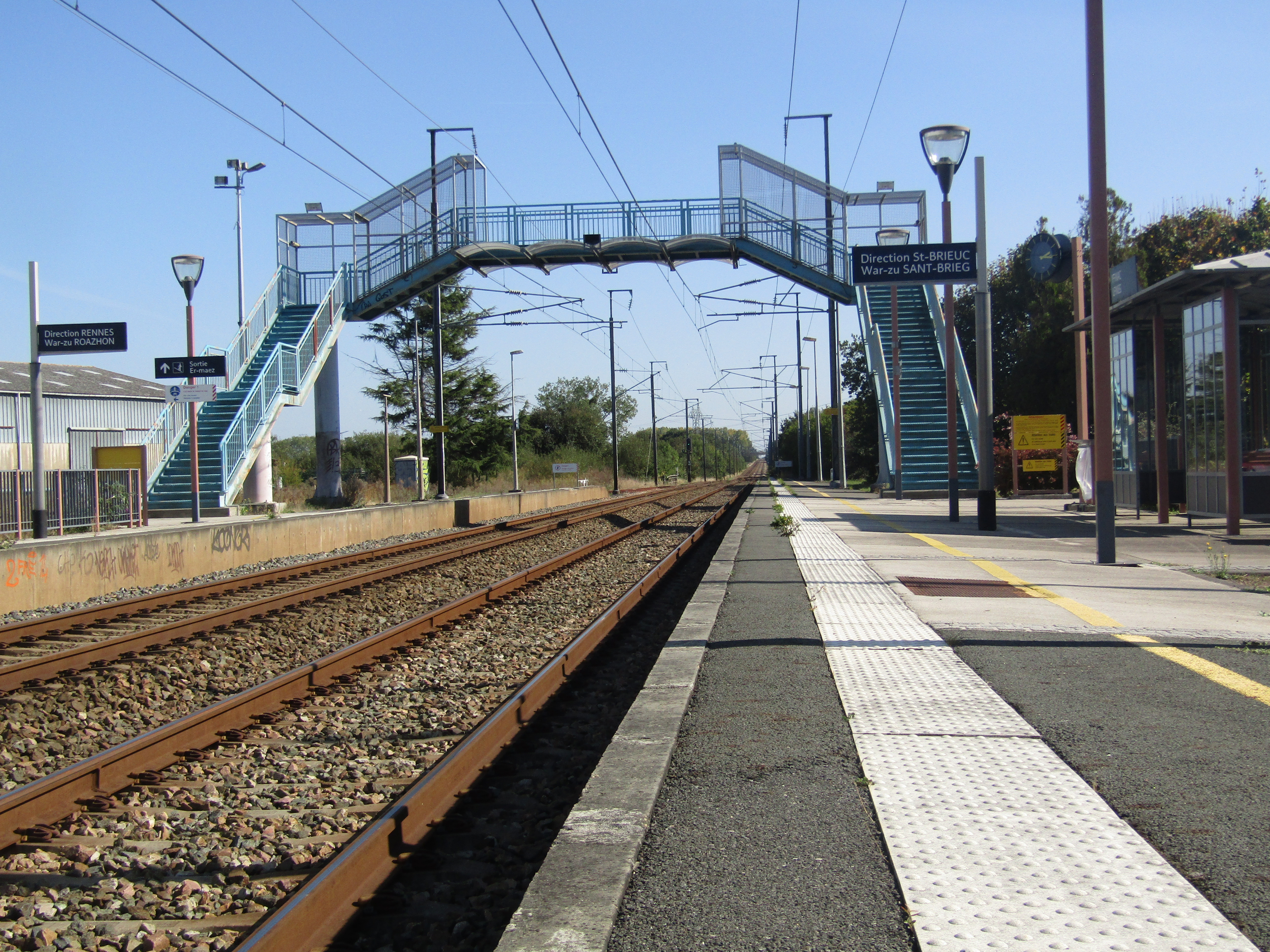
Gare d'Yffiniac.

### Activités économiques
Commune dynamique, avec environ 200 entreprises et commerces, Yffiniac s'appuie sur un tissu économique diversifié. Écoles, centres de loisirs, espace jeunes, maison de la petite enfance, complexe sportif, bibliothèque, équipements publics et autres services attestent la vitalité de la cité.

### Transports
Yffiniac est reliée au reste de l'agglomération du lundi au samedi grâce aux lignes 30 et 20 des Transports urbains briochins (TUB).
La gare d'Yffiniac est reliée à celle de Saint-Brieuc par quelques TER quotidiens.

## Culture locale, patrimoine et tourisme
Pour toutes informations concernant la culture et le tourisme de la commune : article sur Wikivoyage.

### Édifices civils et religieux
- Chapelle Saint-Laurent des Sept Saints : en grande partie reconstruite en 1850 et totalement restaurée en 1986, cet édifice constitue actuellement le principal patrimoine architectural et historique. Le chœur et le transept, en forme de croix latine, sont les seuls vestiges de l'ancienne chapelle, datant de 1681.

Au début du XXe siècle, une fête y était célébrée lors du pardon. Les pèlerins se rendaient à la chapelle pour y demander la guérison. En septembre, de toutes parts, on s'y pressait à la fontaine, aux vertus miraculeuses paraît-il, pour honorer ces saints, représentés par des statuettes : saint Armel était invoqué contre la peste, le retard à la marche et le psoriasis ; saint Cado contre les ulcères, les écrouelles, les furoncles, les infections oculaires, la surdité et l'arthrose ; saint Guénolé contre les accidents ; saint Jacut contre la lèpre et les rhumatismes ; saint Méen contre l'alopécie, le maladies des cheveux, les dermatoses et les psychoses ; saint Tugdual contre la tuberculose, les maladies respiratoires et l'épilepsie;
- Église Saint-Aubin ;

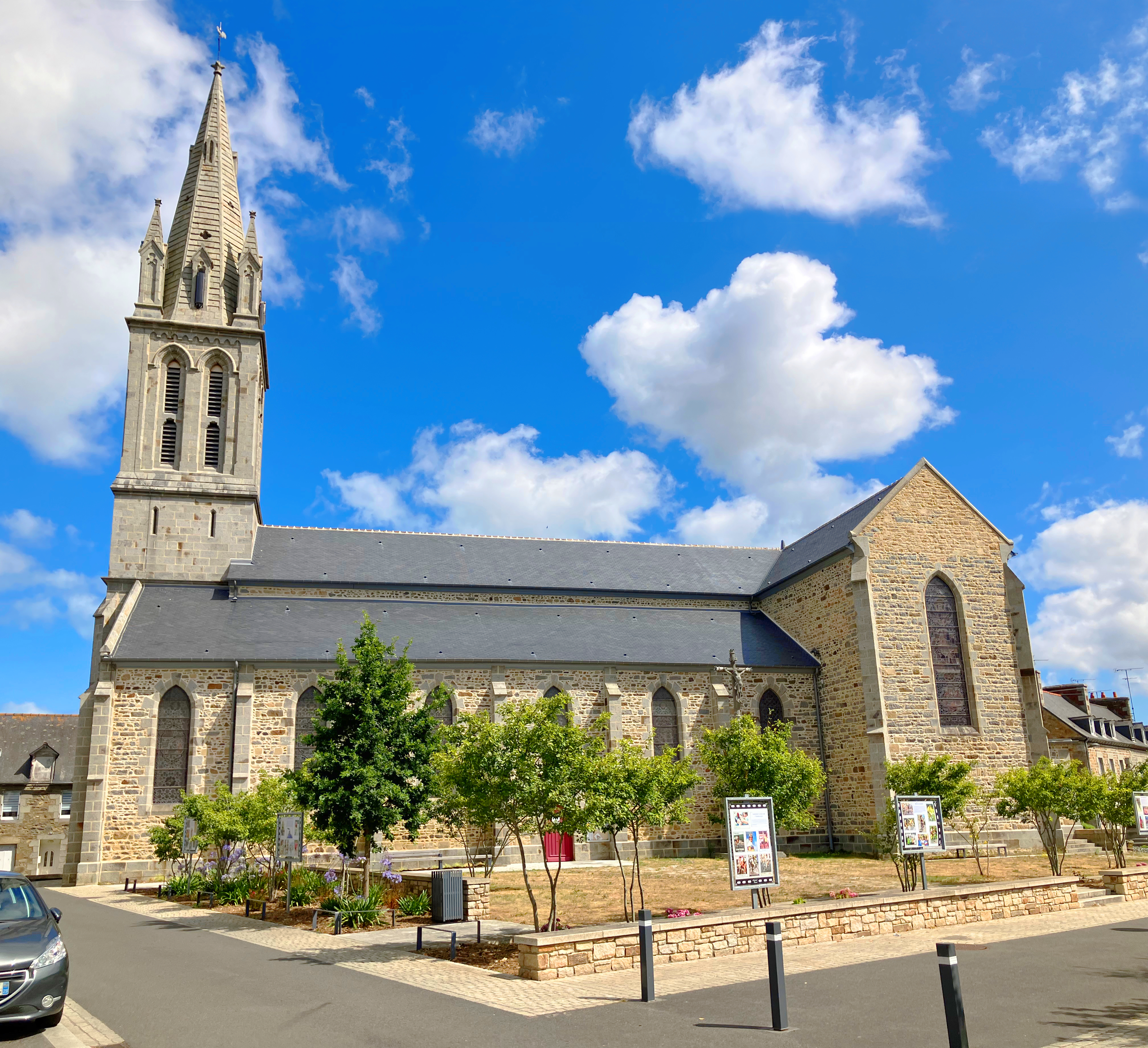
L'église Saint-Aubin avec la place de Église.

- Mairie : très bel édifice assez récent puisque datant de 1911. Ce bâtiment, construit en moellon et en brique, est entouré par les logements des enseignants et les écoles, celles-ci étant situées à l'arrière. Désormais, la mairie occupe la totalité du bâtiment.
- Four à pain de Caudan.
- Sites naturels : le petit étang de l'hippodrome, la vallée de l'Urne, le ruisseau de la Touche et, côté mer, le fond de la baie, Yffiniac possédant une portion de cette vaste étendue sablo-vaseuse, entre terre et mer.

### Activités associatives, culturelles, festives et sportives
- Une quarantaine d'associations.
- Chaque année a lieu la fête des chocards, le chocard étant un gâteau aux pommes.
- Jusqu'en 2010, le festival de musiques actuelles les « Yffirocks » s'est tenu au début du mois de septembre sur l'esplanade François Mitterrand.

Fresques réalisées à Yffiniac dans le cadre de Street Art en Baie organisé par l’association Colors BZH
Libre comme l’ère sur la maison paroissiale par le graffeur suisse Soy.
Pignon de la médiathèque Le Patio par l’artiste héraultais Maye.
La mer, rue de Penthièvre par le graffeur allemand Tasso.

## Personnalités liées à la commune
- Bernard Hinault, champion cycliste (5 fois vainqueur du Tour de France), né à Yffiniac
- Jacques Julien Pierre Le Mée, évêque de Saint-Brieuc, né à Yffiniac le 5 messidor an II (23 juin 1794) et fondateur du Lycée Saint-Charles de Saint-Brieuc, du Grand séminaire, de la maison mère des filles du Saint-Esprit, mort à Saint-Brieuc le 31 juillet 1858. Il légua ses biens pour fonder une école chrétienne pour les filles à Yffiniac.
- Roger Flouriot, écrivain né à Yffiniac
- Zéphirin Jégard, cycliste et esperantophone

## Galerie

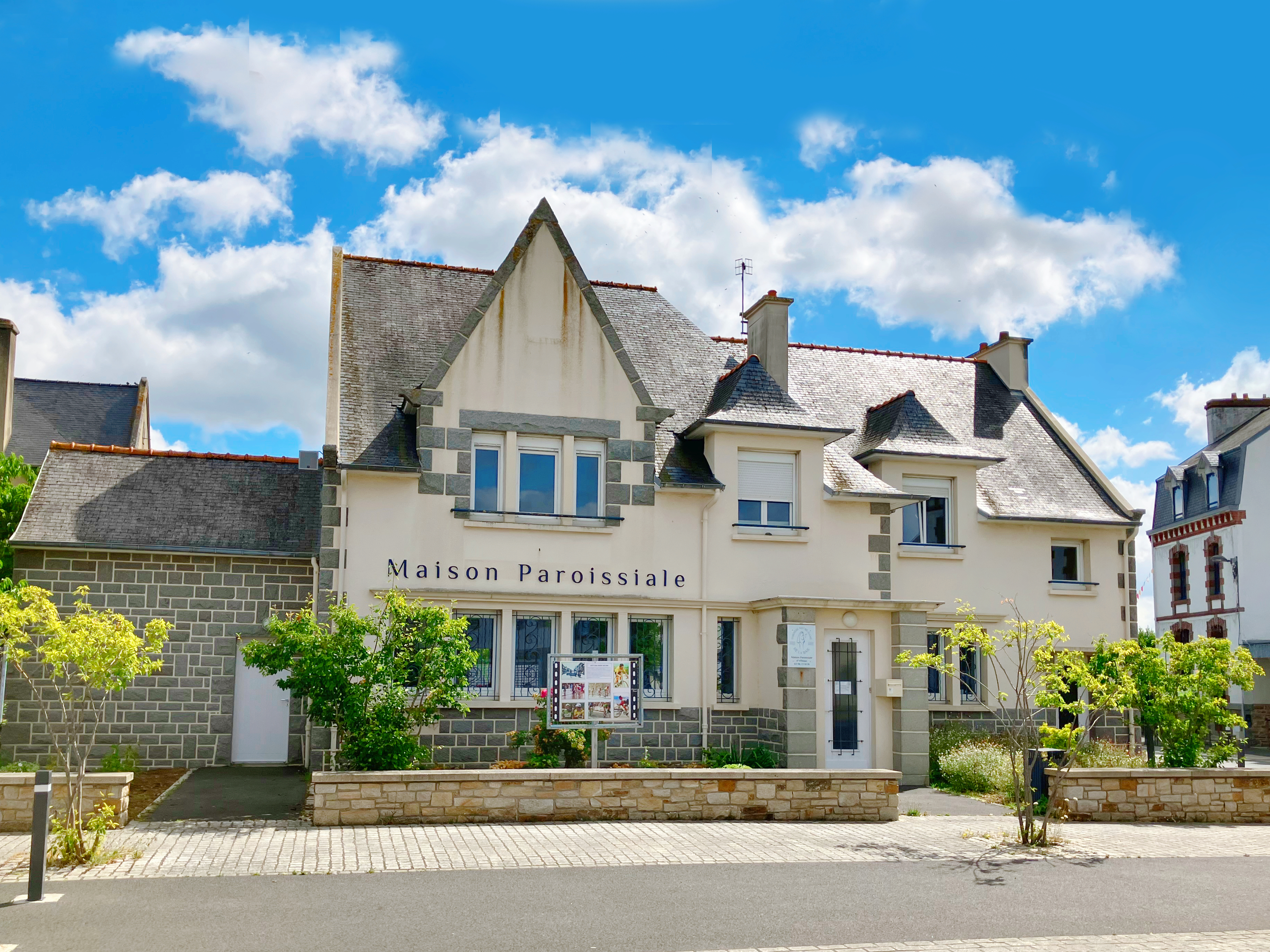
La maison paroissiale, l'ancien presbytère, de la paroisse Notre-Dame de la Baie.
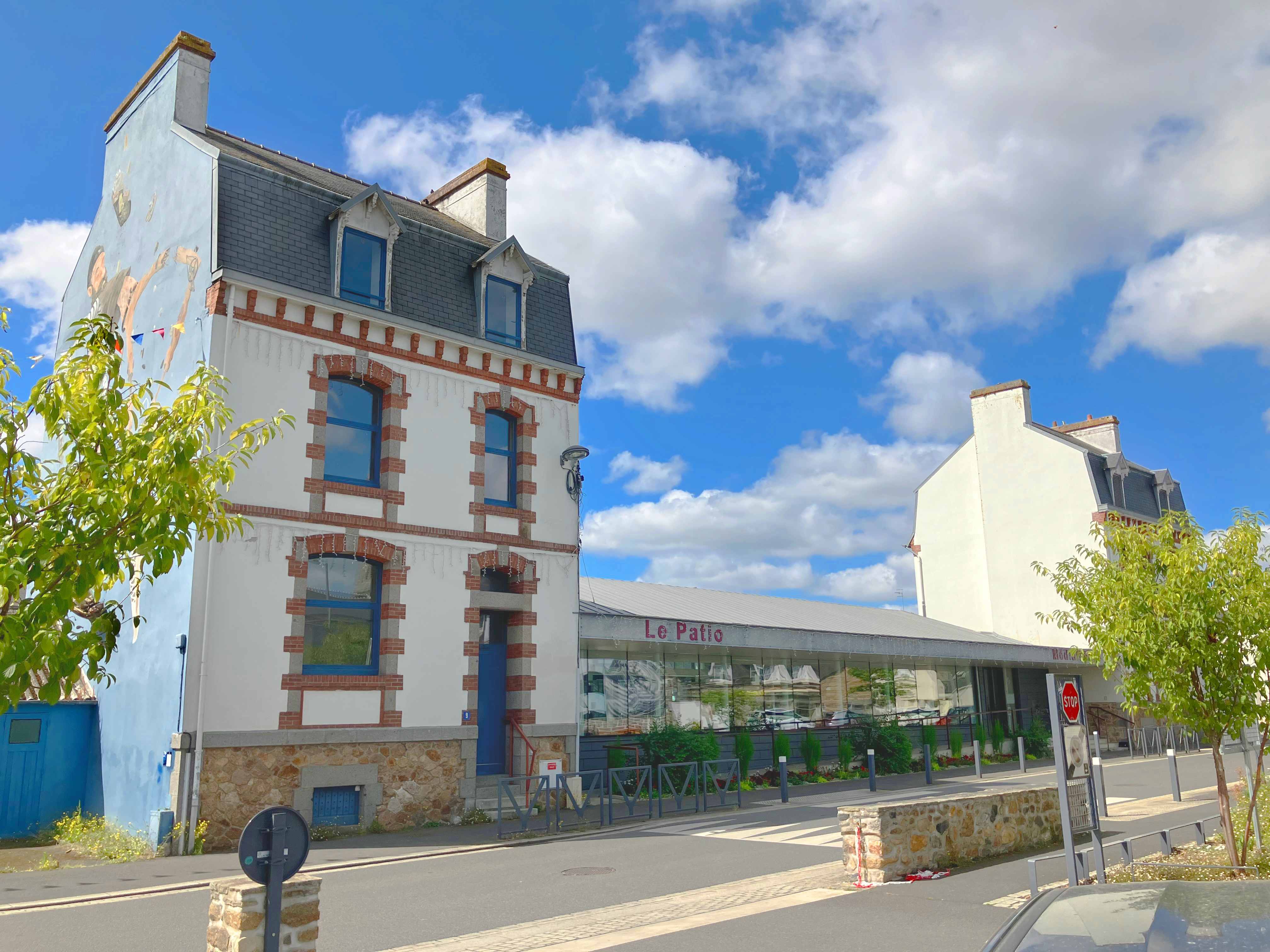
La médiathèque Le Patio.

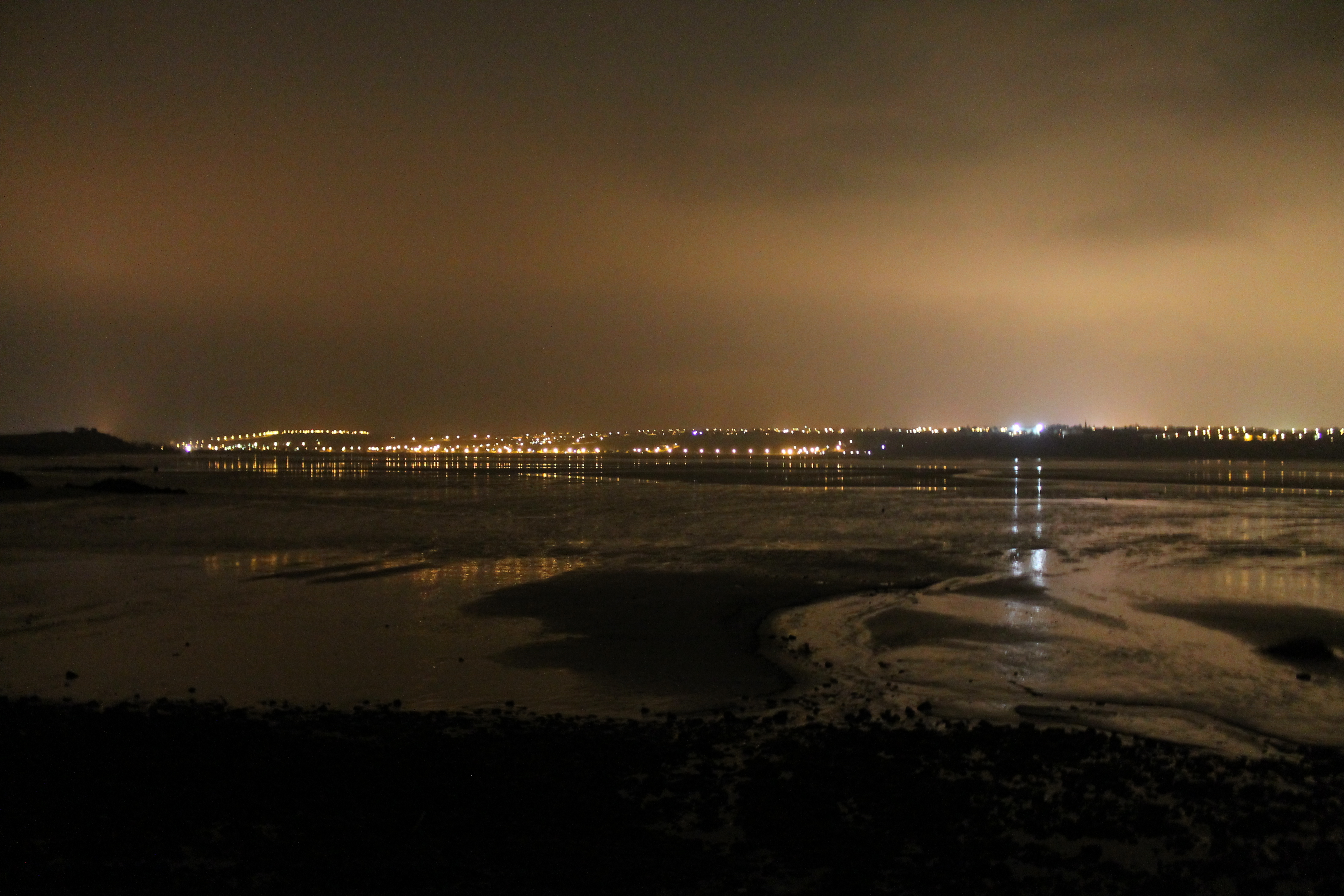
La Baie de Saint-Brieuc.
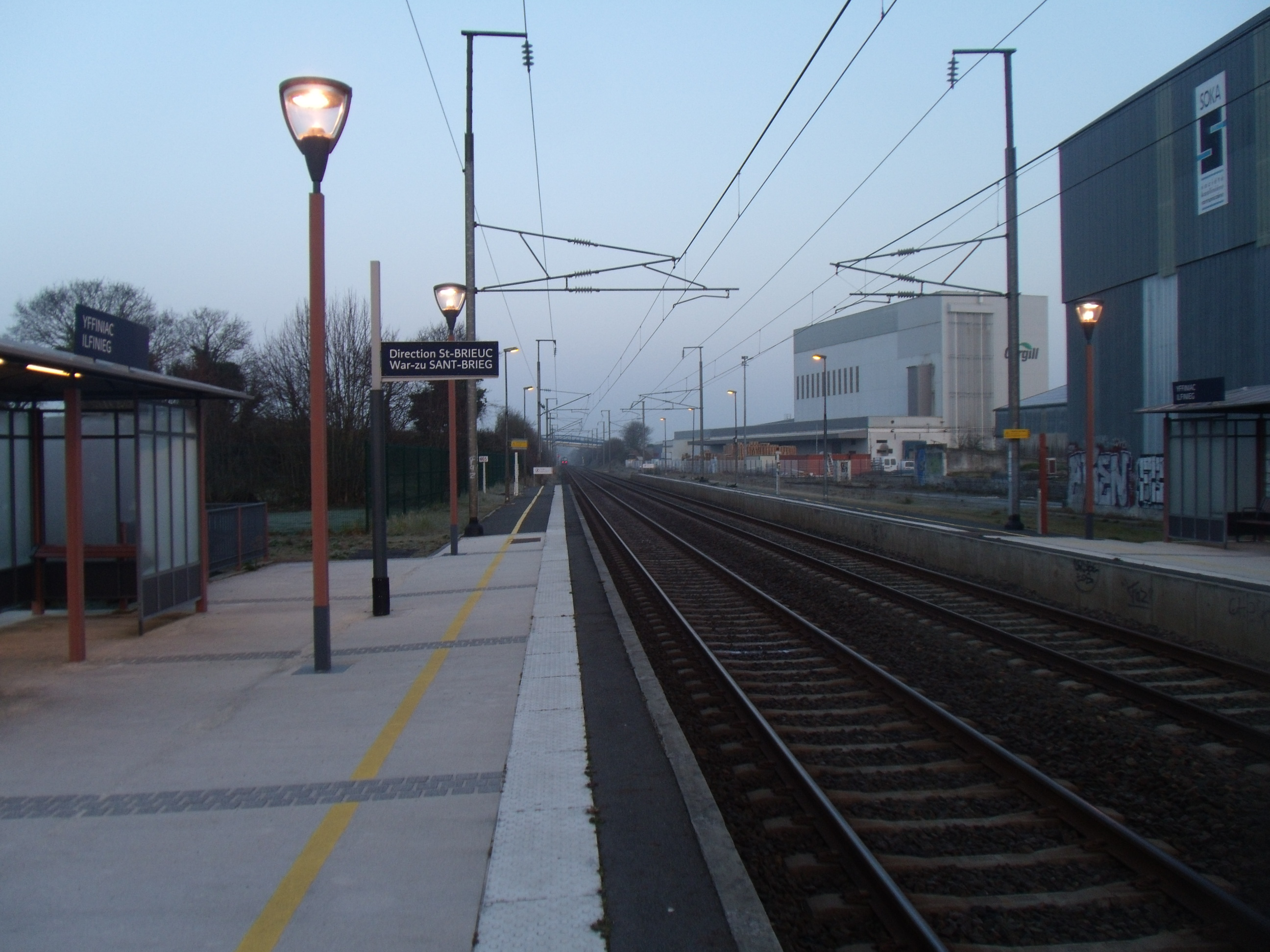
La Gare SNCF d'Yffiniac.